# Johann Gottlob Werner (Musikdirektor)
Johann Gottlob Werner (* 4. Oktober 1777 in Hain bei Borna; † 19. Juli 1822 in Chemnitz) war ein deutscher Musikdirektor, der als Organist, Kantor und Komponist wirkte.

## Leben
Werner war der Sohn eines Wirtes und erhielt nach dem Schulbesuch in Borna eine Musikausbildung beim dortigen Organisten Hofmann. Im Alter von 20 Jahren wurde er dann selbst als Organist und Lehrer tätig und fand in Frohburg eine Anstellung.
1808 wechselte er nach Hohenstein, wo er Adjunkt des dortigen Kantors Christian Gotthilf Tag und ab 1811 dessen Nachfolger wurde.
1819 erhielt Werner eine besser dotierte Anstellung als Domorganist in Merseburg, wo ihm gleichzeitig der Titel Musikdirektor verliehen wurde. Als solcher begutachtete er beispielsweise die in der neuerbauten Kirche von Priorau im preußischen Kreis Bitterfeld eingebaute Orgel des Orgelbaumeisters Gerhardt, die er von niedriger Qualität einschätzte.
Aufgrund von gesundheitlichen Problemen begab er sich nach dem Tod seiner Ehefrau zur gemeinsamen Tochter Johanne nach Chemnitz, deren Ehemann der dortige Senator August Ehregott Winzer war. Dort starb er wenige Wochen später im 55. Lebensjahr.

## Familie
Er heiratete 1798 Christiane Friederike geborene Albrecht († 28. Mai 1822).